# Колхарбор (Северна Дакота)
Колхарбор (енгл. Coleharbor) град је у америчкој савезној држави Северна Дакота.

## Демографија
По попису из 2010. године број становника је 79, што је 27 (-25,5%) становника мање него 2000. године.
| Група             | 2000.       | 2010.      |
| Белци             | 104 (98,1%) | 74 (93,7%) |
| Афроамериканци    | 0 (0,0%)    | 0 (0,0%)   |
| Азијати           | 0 (0,0%)    | 0 (0,0%)   |
| Хиспаноамериканци | 0 (0,0%)    | 4 (5,1%)   |
| Укупно            | 106         | 79         |